# Stephen Lloyd
Stephen Anthony Christopher Lloyd (né le 15 juin 1957) est un homme politique libéral-démocrate britannique qui est deux fois député pour Eastbourne de 2010 à 2015 et de 2017 à 2019 .

## Jeunesse et carrière
Lloyd est né le 15 juin 1957 dans la ville côtière de Mombasa, au Kenya, de John Lloyd et Nuala Lloyd . Il fait ses études au Royaume-Uni dès l'âge de huit ans au collège indépendant St. George's de Weybridge dans le Surrey .
Lloyd est malentendant. À l'âge de six ans, ayant contracté la rougeole, Lloyd perd toute audition de son oreille gauche, ne conservant qu'une audition partielle de sa droite .
Avant de devenir député, Lloyd travaille dans les affaires pendant plus de 20 ans . De 1977 à 1980, il travaille comme courtier en marchandises pour Cominco . De 1998 à 2005, il est directeur du développement des affaires chez Grass Roots Group. De 2005 à 2010, Lloyd travaille pour la Fédération des petites entreprises comme consultant en développement commercial.

## Carrière politique

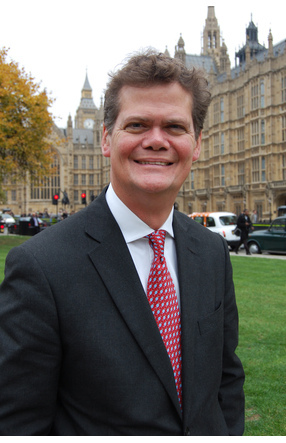
Stephen Lloyd, député de la circonscription d'Eastbourne

Lloyd se présente d'abord dans la circonscription de Beaconsfield, dans le Buckinghamshire, aux élections générales de 2001. Il arrive à la troisième place derrière le candidat travailliste Stephen Lathrope et le vainqueur, Dominic Grieve des conservateurs. Lloyd obtient 9 117 voix et 21,6 % des suffrages.
En 2002, Lloyd est choisi par les libéraux-démocrates pour être leur prochain candidat dans la circonscription d'Eastbourne dans le Sussex de l'Est. Considéré comme un siège cible pour le parti, la sélection est compétitive et il bat les futurs collègues parlementaires Duncan Hames et Tessa Munt à la nomination finale. Lloyd passe les trois années suivantes à s'engager dans des causes locales, en préparation des élections générales. Aux élections générales de 2005, Lloyd perd contre le député conservateur en exercice, Nigel Waterson.

### Premier mandat
Lors des élections générales de 2010, la campagne de Lloyd se concentre sur les problèmes locaux et sur la mise en évidence des déclarations de dépenses de son adversaire du Parti conservateur, Nigel Waterson. Le 7 mai, Lloyd est élu député d'Eastbourne avec une majorité de 3 435 voix .
Waterson poursuit Lloyd pour diffamation sur le contenu des tracts électoraux de Lloyd, qui a qualifié Waterson de « député du scandale des dépenses » . Le 9 décembre 2011, la Haute Cour statue que Lloyd a diffamé Waterson. Lloyd fait appel et, le 28 février 2013, la Cour d'appel donne raison à Lloyd, infirmant le jugement initial ,.
De 2010 à 2015, Lloyd est le porte-parole des libéraux-démocrates pour l'Irlande du Nord à la Chambre des communes. Au cours de la même période, Lloyd siège au comité spécial du travail et des pensions à la Chambre des communes.
Tout au long de son premier mandat au Parlement, Lloyd préside un certain nombre de groupes parlementaires multipartites, notamment ceux pour les conseils aux citoyens, la microfinance, les apprentissages et la formation continue et les compétences. Il est également vice-président des APPG sur la surdité, la santé mentale, la démence, le vieillissement et les personnes âgées, la gestion des centres-villes, la sclérose en plaques, les normes commerciales, la pharmacie et la justice pour les assurés d'Equitable Life.
De janvier à décembre 2014, Lloyd est secrétaire parlementaire privé du secrétaire d'État à l'Énergie et au Changement climatique Ed Davey. Lloyd démissionne de ce poste en décembre 2014 en raison de sa « profonde déception » que la nouvelle stratégie d'investissement routier du ministère des Transports ne réponde pas aux exigences d'une campagne locale visant à améliorer correctement la route A27 .
Lloyd s'est rarement rebellé contre le gouvernement de coalition sur une question parlementaire. Parmi les exceptions notables, son vote contre les augmentations des frais de scolarité, sur lesquelles il déclare plus tard que le parti "aurait dû mourir dans un fossé" pour défendre sa position . Lloyd fait valoir qu'en entrant dans le gouvernement de coalition 2010-15, les libéraux-démocrates « ont sauvé le pays » mais « se sont suicidés ». 
Lloyd perd son siège aux élections générales de 2015 au profit de la candidate du Parti conservateur, Caroline Ansell, qui l'emporte par 733 voix. Plus tard ce mois-là, Lloyd annonce qu'il se retire de la politique . Il occupe ensuite un poste de directeur du développement commercial pour West End Studios, une société d'événements et d'expositions basée à Eastbourne.

### Retour au Parlement
Lloyd se présente aux élections législatives anticipées de 2017 et gagne, battant la députée conservateur qui l'a battu en 2015, Caroline Ansell, par 1 609 voix . Lloyd est sélectionné sur une liste restreinte de personnes handicapées, la première fois qu'un parti politique limite sa sélection aux personnes handicapées . En juin 2017, le chef libéral-démocrate Tim Farron nomme Lloyd porte-parole du parti pour le ministère du Travail et des Pensions. Lloyd est reconduit à ce poste après l'élection de Vince Cable à la tête des libéraux-démocrates en octobre 2017.
Lloyd vote pour rester dans l'Union européenne lors du référendum sur l'adhésion du Royaume-Uni. Il déclare qu'il « respecterait le résultat » et s'opposerait à un nouveau référendum sur l'adhésion du Royaume-Uni à l'Union européenne, contrairement à la politique de son parti . Une majorité d'électeurs (57%) dans la circonscription de Lloyd, à Eastbourne vote pour quitter l'Union européenne .
Le 6 décembre 2018, Lloyd quitte le groupe des libéraux-démocrates au Parlement concernant le Brexit. Dans sa lettre de démission au whip en chef libéral-démocrate Alistair Carmichael, Lloyd déclare « [b]ien que j'aie combattu pour ester pendant le référendum. . . J'ai également fait une promesse claire à ma circonscription... que j'accepterais le résultat, que je soutiendrais l'accord que le Premier ministre a ramené de l'UE et que je ne soutiendrais pas les appels à un deuxième référendum. . . Je tiendrai parole à ma ville. . . Par conséquent, j'ai décidé que la seule chose honorable à faire pour moi est de démissionner du whip du parti au Parlement.
Lloyd réaffirme par la suite son engagement à rester dans l'Union européenne à l'annonce des élections générales britanniques de 2019.